# Prodavač (1968.)
Prodavač (eng. Salesman) je američki dokumentarni film iz 1968. godine; režirali su ga braća Albert i David Maysles i Charlotte Zwerin.  
Prikazuje četvoricu kolega prodavača koji obilaze siromašne četvrti u Novoj Engleskoj i Floridi te pokušavaju prodati skupe Biblije, kršćanske enciklopedije i molitvenike katoličkim obiteljima iz radničke klase čije adrese preko svoje kompanije dobivaju u lokalnim crkvama.  Pri posjetima njihovim domovima koriste se raznim izvježbanim tehnikama uvjeravanja, ali u neugodnim situacijama često nailaze i na odbijanje.  Film detaljnije prati rad Paula Brennana, iskusnog prodavača koji se nakon dužeg razdoblja neuspjeha i narušenog samopouzdanja bori za opstanak u poslu, te njegov odnos sa znatno uspješnijim kolegama pred kojima se pokušava opravdati.
Film je sniman izravno, tako što su potencijalni kupci pristali pustiti prodavače i filmsku ekipu u svoje domove.  Snimatelji su zabilježili svijet siromašnog američkog predgrađa iz šezdesetih godina, razgovore ciničnih prodavača koji na razne načine moraju uvjeravati često nevoljne kupce, te njihove konferencije na kojima uz proračunate poslovne planove pokušavaju i moralno opravdati svoj rad.  Kao kulturno značajno djelo pohranjen je u američkoj Kongresnoj knjižnici.

## Vanjske poveznice
- The Salesman  Arhivirana inačica izvorne stranice od 17. srpnja 2007. (Wayback Machine) - službene stranice
- Salesman u internetskoj bazi filmova IMDb-a
- Criterion Collection essay by Toby Miller  Arhivirana inačica izvorne stranice od 15. travnja 2008. (Wayback Machine)